# The Wall of Money
The Wall of Money è un cortometraggio muto del 1913 diretto da Allan Dwan. Prodotto dalla Rex Motion Picture Company, fu distribuito dalla Universal Film Manufacturing Company  e uscì in sala il 21 settembre 1913. Il film fu sceneggiato da Marshall Neilan il cui nome appare anche tra gli interpreti insieme a quello di Wallace Reid, Pauline Bush, Jessalyn Van Trump, James McQuarrie.

## Trama
Gli operai di John Whalen cercano di far valere i loro diritti a un lavoro dignitoso e più sicuro. L'industriale, però, rifiuta ogni confronto. Anche quando suo figlio Wally, di ritorno dal college, perora la causa dei lavoratori, Whalen non lo ascolta e gli suggerisce invece di non impicciarsi e di prendersi piuttosto una vacanza. Wally finge di acconsentire ma, invece di partire, decide di andare a lavorare in fabbrica. Trova un'abitazione che divide con Harry, un altro operaio. Quest'ultimo, un giorno, resta gravemente ferito: Wally, allora, torna dal padre, denunciando le pessime condizioni di lavoro che vigono nella sua azienda. Tra i due uomini nasce un'accesa discussione ma, alla fine, Wally riesce a convincere il padre ad affidargli la direzione della fabbrica, così da poter risolvere i gravi problemi che lui ha potuto conoscere di prima mano lavorando in mezzo agli altri operai.

## Produzione
Il film fu prodotto dalla Rex Motion Picture Company.

## Distribuzione
Distribuito dall'Universal Film Manufacturing Company, il film - un cortometraggio in due bobine - uscì nelle sale cinematografiche USA il 21 settembre 1913. Ne venne fatta una riedizione ridotta a un rullo che uscì il 6 gennaio 1917.